# Chris Harris (journalist)
Chris Harris (20 januari 1975) is een Brits autocoureur, televisiepresentator en journalist. Hij heeft zich in auto's gespecialiseerd. Harris werkte, schreef en redigeerde voor automagazines als Evo, Autocar en Jalopnik. Hij had zijn eigen YouTube-kanaal Chris Harris on Cars. 
Zijn eerste race reed Harris in 2000 in de Formula Palmer Audi. Hij reed met een Porsche 911 Carrera Cup, een Renault Sport R.S. 01, een Aston Martin Vantage GT12, en een Jaguar E-type. Harris reed endurance, waaronder de 24 uur van de Nürburgring, waar hij zijn beste resultaat (een vierde plaats) in 2010 haalde in een team van Porsche rijders met een Porsche 911 GT3 RS.
Op 23 december 2015 werd bekendgemaakt dat Harris een van de nieuwe presentatoren werd van het vernieuwde Top Gear dat in 2016 zijn 23e seizoen in zou gaan.